# Stacey Gordon
Stacey Louise Gordon (Oshawa, 25 gennaio 1982) è una pallavolista canadese.
Gioca nel ruolo di schiacciatrice nelle Lancheras de Cataño.

## Carriera
La carriera di Stacey Gordon inizia nel 2001, col la Ohio State University. Gioca per la squadra della sua università fino al 2004 e, pur non ottenendo grandi risultati, nel 2002 viene convocata per la prima volta in nazionale, di cui fa parte fino al 2007 senza ottenere grandi risultati. Nel 2005 inizia la carriera professionistica a Porto Rico nelle Criollas de Caguas, con cui si aggiudica la Liga Superior. Nel 2005 viene ingaggiata dall'Eczacıbaşı Spor Kulübü, con cui vince due volte il campionato turco.
Dopo una stagione in Spagna, col Club Voleibol Tenerife, ed una in Turchia, col Galatasaray Spor Kulübü; nella stagione 2010 torna a giocare nel campionato portoricano con le Llaneras de Toa Baja, raggiungendo la finale. La stagione successiva torna a giocare nelle Criollas de Caguas, con cui vince per la seconda volta il campionato e viene anche premiata come miglior attaccante.
Nella stagione 2013 passa alle Lancheras de Cataño.

## Palmarès

### Club
- Campionato turco: 2

2005-06, 2006-07
- Campionato portoricano: 2

2005, 2011

### Premi individuali
- 2001 - National Freshman of the Year
- 2006 - Coppa panamericana: Miglior realizzatrice
- 2011 - Liga de Voleibol Superior Femenino: Miglior attaccante